# ソヴィェツク (カリーニングラード州)
ソヴィェツク（ロシア語: Сове́тск, ラテン文字転写: Sovetsk）は、ロシアのカリーニングラード州の都市。人口は3万8910人（2021年）。
ネマン川南岸の町で、川の対岸にはリトアニア領の村落が広がる国境の町でもある。歴史的には東プロイセンに属し、ティルジット（ドイツ語: Tilsit, リトアニア語: Tilžė） の名で知られた。

## 歴史

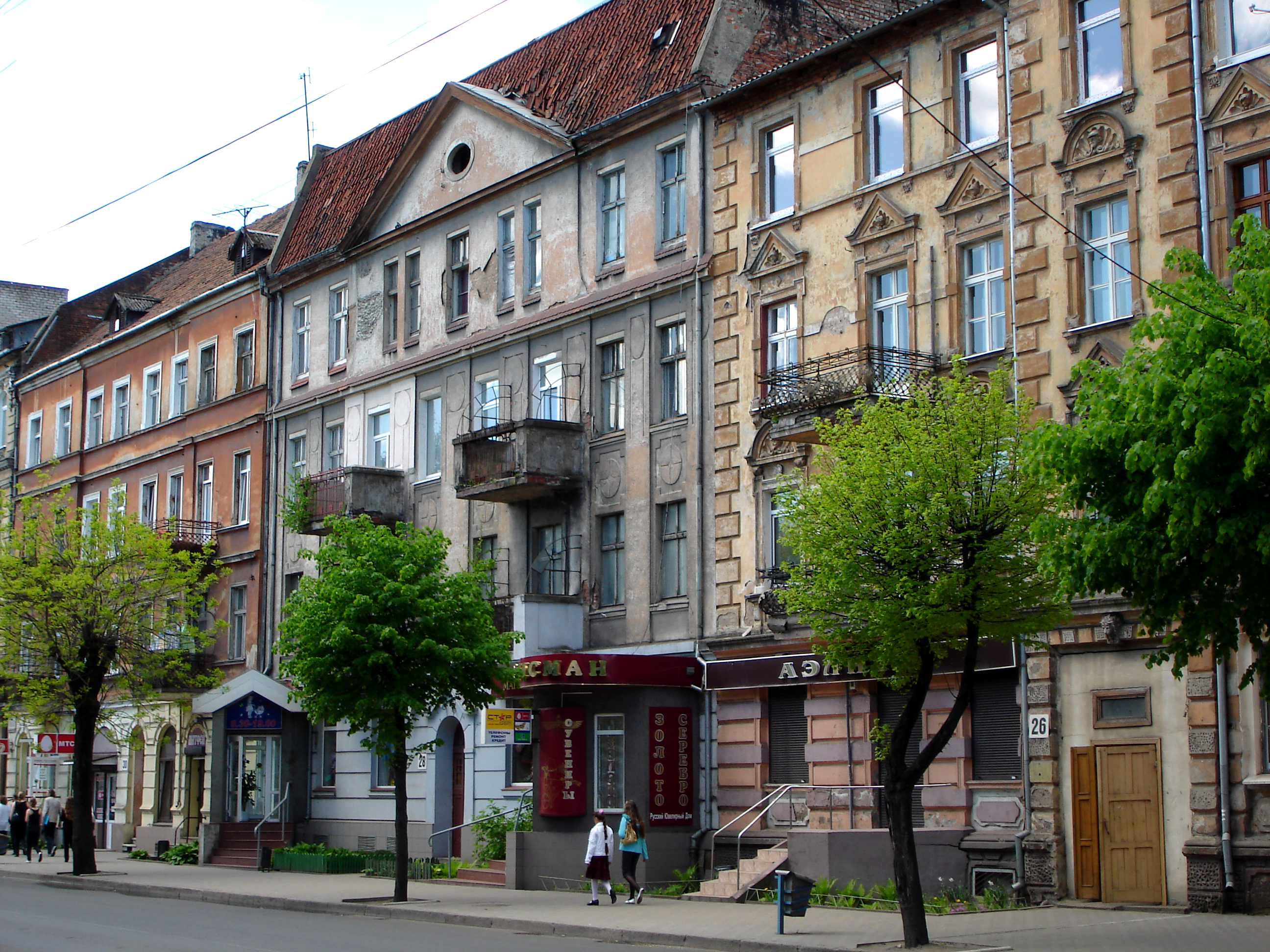
ソヴェツク（旧ティルジット）の街並み

1552年に都市権を得たティルジットは、シャラウナー・ハウス（Schalauner Haus, 1288年に建設）と呼ばれるドイツ騎士団の城の周りに発展した街である。
ティルジットからラグニット（現在のネマン市）にかけてのネマン川（メーメル川）流域にはプルーセン人のスカルワ族（スカロヴィア人）がおり、要塞を築いていたが、この地に攻め込んだドイツ騎士団の攻撃にさらされた。ネマン川とティルゼ川の合流点にあった要塞は13世紀に占領され、ドイツ騎士団領となった。これがティルジットの始まりである。この城はリトアニア大公国からの防衛と、リトアニア大公国への攻撃の拠点として、ラグニットとともに重要な城になった。15世紀末には城のそばに集落ができ、この地域の交易の中心となっていき、1552年に都市法を獲得した。1709年から1711年にかけて東プロイセンを襲ったペストの大流行でティルジットでも人口が激減したが、18世紀前半の間にオランダからのメノナイト、ザルツブルクからのプロテスタント、スイス人など各地で迫害された宗派の信徒たちがティルジットに移民して人口を回復させた。こうした人々が持ち込んだチーズ作りの技術により、ティルジッターと呼ばれるチーズが生まれた。
ティルジットの名が歴史上名高いのは、1807年7月に結ばれたティルジットの和約のためである。フランス皇帝ナポレオン1世とロシア皇帝アレクサンドル1世は、プロイセン王国とロシア帝国の国境になっていたネマン川にいかだを浮かべ、その上で会談し講和条約を結んだ。この条約でヴェストファーレン王国とワルシャワ公国が置かれ、プロイセンは領土の多くを失うことになった。しかしこの時、プロイセン王妃ルイーゼがナポレオンと毅然と交渉を行い、亡国の間際にあったプロイセンの国民から大いに支持を集めた。1945年まで、王妃ルイーゼとプロイセン王フリードリヒ・ヴィルヘルム3世が会談中に住んだ家には大理石の銘板が掛かっていた。また市内にはティルジット出身の詩人マックス・フォン・シェンケンドルフ（Max von Schenkendorf、1783年-1817年）を記念したシェンケンドルフ広場があった。

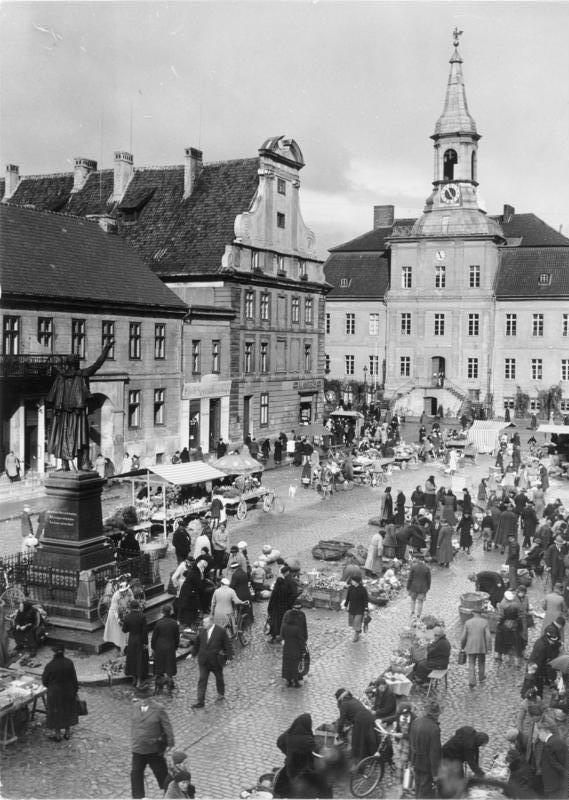
ティルジットのマルクト市場とラートハウス（市庁舎）、1930年撮影

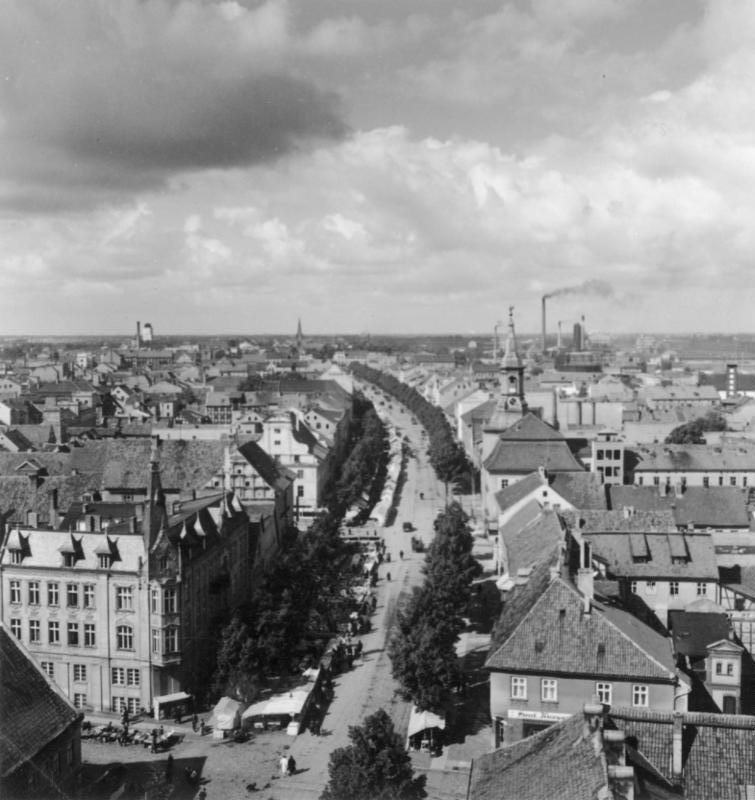
戦前のティルジット

19世紀、ロシア帝国領リトアニアでは、ラテン文字で書かれたリトアニア語文書の出版が禁じられるなど、リトアニア語が抑圧されていた。このためティルジットは、リトアニア語の本を印刷・発行しロシア領リトアニアに密輸する重要な拠点でもあった。1900年にはティルジットは人口34,500人を数え路面電車が走り、ケーニヒスベルク（現カリーニングラード）やラビアウ（現ポレッスク）への鉄道が通り、蒸気船も毎日運航していた。プロイセン・リトアニア人の民族意識は高揚し、1918年にはプロイセン王国内のリトアニア人地区（小リトアニア）とリトアニア本国を統合し単一のリトアニア国家を作ろうというティルジット決議（Act of Tilsit）が、プロイセン・リトアニア人の代表らにより調印されている。
ティルジットは1939年には人口59,105人を数えたが、第二次世界大戦（独ソ戦）末期の1945年1月20日に赤軍により陥落し、同年、東プロイセン北部はソビエト連邦に併合された。避難せずティルジットに残っていたドイツ人は追放され、代わりにソ連各地からの人々が移り住んだ。1945年にはソビエトの支配を記念してソヴェツクと改名されている。
現代のソヴィェツクは、ティルジット時代からのチーズ生産の伝統などを生かして産業強化を目指している。
2007年4月以降、ロシア政府はソヴィェツクやバグラティオノフスクなど、カリーニングラード州のうち国境地帯への旅行を統制していたが、2012年に規制の大半が解除された。

## 建築

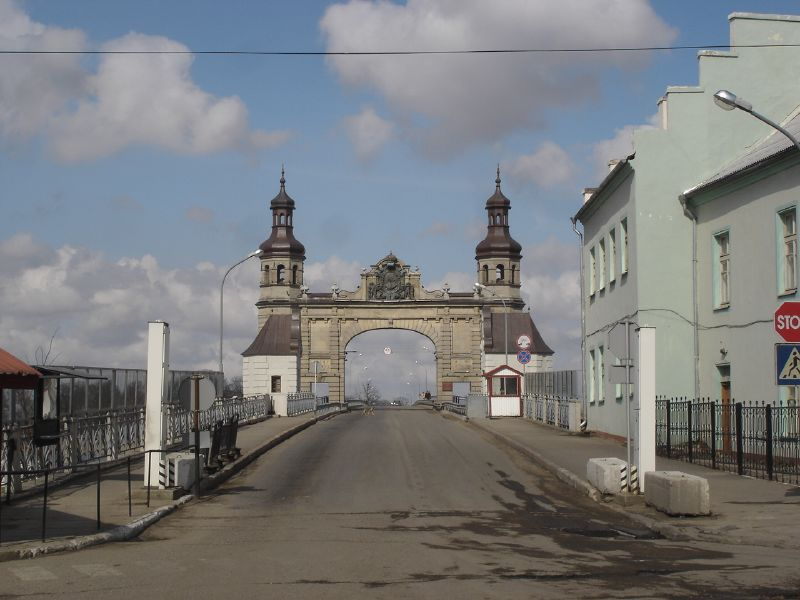
ルイーゼ王妃橋

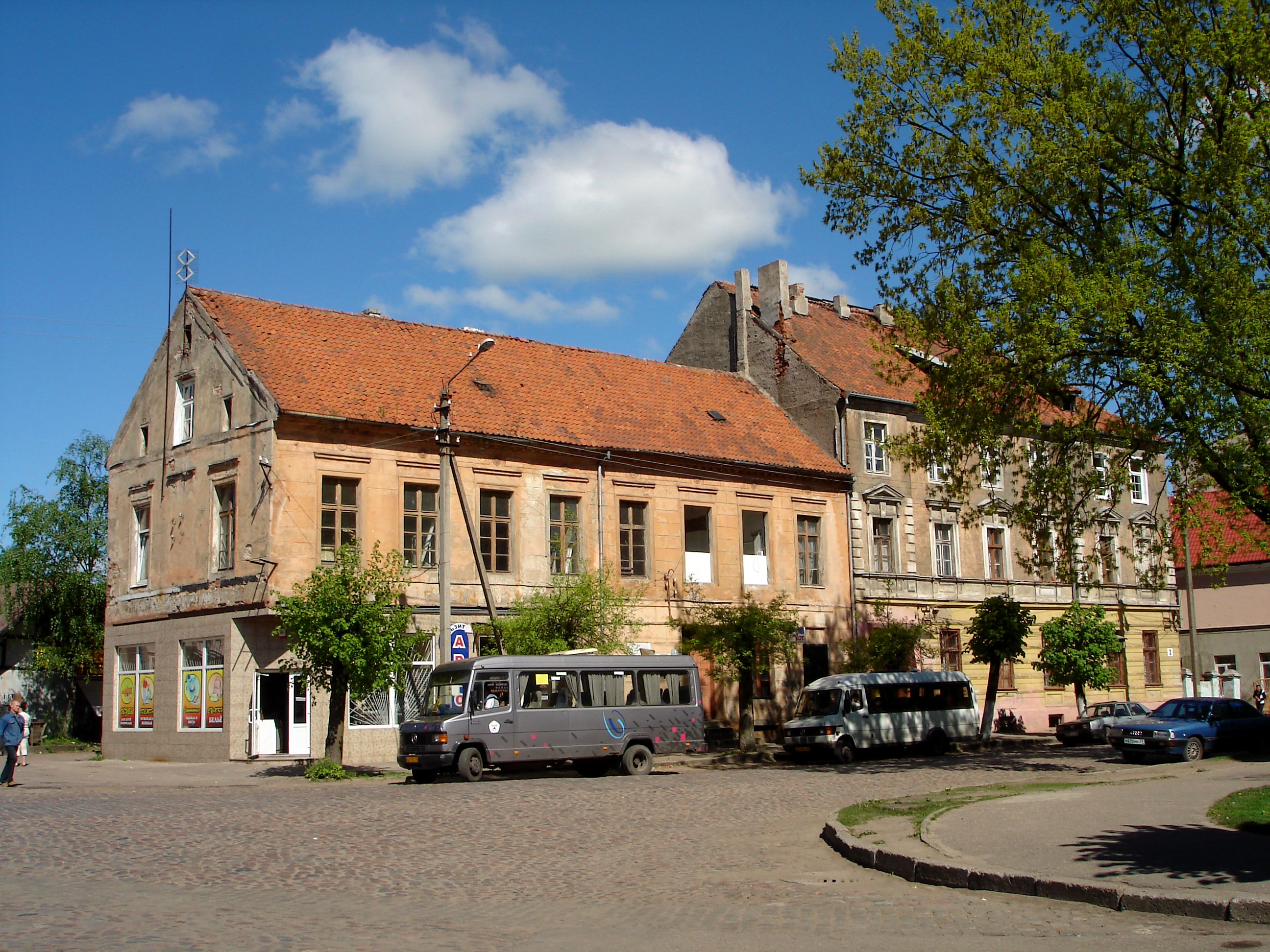
ソヴィェツクの博物館

町の建物の多くは第二次世界大戦（独ソ戦）で破壊されたが、古い中心部にはいくつかのドイツ時代の建物が残っている。なかにはユーゲント・シュティール様式の建物もある。
ネマン川に架かる橋はルイーゼ王妃橋といい、対岸のリトアニア領（パネムネ Panemunė）とを結んでいる。ここの下に浮かぶ筏の上でティルジットの和約が調印された。

## 姉妹都市
- Lidzbark Warmiński、ポーランド
- ベウハトゥフ、ポーランド
- イワヴァ、ポーランド
- タウラゲ、リトアニア
- Pagėgiai、リトアニア
- シラレ、リトアニア
- キール、ドイツ
- Amlikon-Bissegg、スイス
- Považská Bystrica、スロバキア

## 出身者
- アーミン・ミューラー＝スタール
- ヨハネス・ボブロフスキー
- エドガー・フローゼ